# Çatalbahçe, Akçadağ
Çatalbahçe là một xã thuộc huyện Akçadağ, tỉnh Malatya, Thổ Nhĩ Kỳ. Dân số thời điểm năm 2011 là 270 người.